# 2012 UL177
2012 UL177, também escrito como 2012 UL177, é um objeto transnetuniano (TNO) que está localizado no cinturão de Kuiper, uma região do Sistema Solar. O mesmo possui uma magnitude absoluta de 7,4 e tem um diâmetro com cerca de 146 km.

## Descoberta
2012 UL177 foi descoberto no dia 20 de outubro de 2012 pelo astrônomo M. Alexandersen.

## Órbita
A órbita de 2012 UL177 tem uma excentricidade de 0,116 e possui um semieixo maior de 40,608 UA. O seu periélio leva o mesmo a uma distância de 35,890 UA em relação ao Sol e seu afélio a 45,325 UA.